# Hate (Vendetta)
Hate è un album studio del gruppo thrash metal Vendetta, pubblicato nel 2007.

## Tracce
1. Hannibal – 3:10
2. Lying Society – 2:53
3. Guerrillas – 3:45
4. Hate – 5:25
5. Prepare Your Self For Hostility – 3:14
6. Mother – 4:09
7. Rise For Revolution – 4:15
8. Dead People Are Cool – 2:58

## Formazione
- Mario Vogel - voce
- Frank Schölch - chitarra
- Klaus "Heiner" Ullrich - basso
- Thomas "Lubber" Krämer - batteria
- Frank Heller - chitarra